# Język nyankole
Język nyankole (runyankole, nkole), nyankore (runyankore, nkore) albo hima – język z rodziny bantu, używany w Demokratycznej Republice Konga i Ugandzie. W 1976 roku liczba mówiących wynosiła ok. 967 tysięcy. Według danych Ethnologue w 1990 roku liczba mówiących wynosiła ok. 1,5 mln, a w 2014 roku – 3,4 mln (dane spisu ludności).
Od 1964 roku jest zapisywany alfabetem łacińskim.